# Popradské pleso
Popradské pleso (maďarsky Poprádi-tó; německy Poppersee) je ledovcové jezero v Mengusovské dolině ve Vysokých Tatrách na Slovensku. Je 380 m dlouhé a 248 m široké. Má rozlohu 6,8695 ha a hloubku 17,6 m. Objem vody činí 87 397 m³. Leží v nadmořské výšce 1494,3 m.

## Okolí
Na východě se zvedají stěny Ostrvy. V limbovém háji jihovýchodně od plesa se nachází Symbolický hřbitov obětí Vysokých Tater.

## Vodní režim
Do jezera vtéká Ľadový potok z Ľadového plesa ve Zlomiskové dolině a odtéká z něj potok Krupá, který je zdrojnicí řeky Poprad. Rozměry jezera v průběhu času zachycuje tabulka:
| Rok     | Měření prováděl   | Rozloha ha | Délka m | Šířka m | Hloubka max.m | Objem m³ |
| ------- | ----------------- | ---------- | ------- | ------- | ------------- | -------- |
| 1927    | Josef Schaffer    | 6,260      | 376     | 260     | 16,6          | [ 2 ]    |
| 1961–67 | pracovníci TANAPu | 6,880      | 380     | 248     | 17,6          | [ 2 ]    |
| 2005    | Gregor, Pacl      | 6,8695     | [ 2 ]   | [ 2 ]   | 17,6          | 504 380  |

## Využití
Je to turisticky známé pleso, které se dříve nazývalo i Rybí pleso, jelikož bylo jedním z mála ples, ve kterém žily ryby. Již v 1. polovině 17. století o něm psal David Frölich.
U plesa se každoročně na podzim koná Den Horské služby s ukázkami záchranářských akcí. Původní chaty (Majláthova chata Uherského karpatského spolku a kamenná chata) vyhořely. V roce 1892 postavená třetí chata, sloužila až do roku 1961, kdy byla otevřená nová turistická Chata pri Popradskom plese s celoročním provozem. Nachází se zde stanice Tatranské horské služby. V roce 2010 byla znovu otevřena Majláthova chata.

## Fauna
V plese byl vysazen pstruh potoční (latinsky Salmo trutta morpha). Dorůstá zde délky 280 mm a ve věku tří let hmotnosti 221 g.

## Přístup
Pleso je přístupné pěšky po celý rok. K chatě vede silnice, po které je možný příjezd na kole, a jen pro ubytované a na zvláštní povolení i autem. Přístup pěšky je možný:
- ze stanice Popradské Pleso
  - po  značce – (1:00 hod.)
  - po  značce, pak po  značce přes Symbolický cintorín – (1:30 hod.)
- ze Štrbského plesa
  - po  značce – (1:00 hod.) letní cesta
  - po  značce po rázcestí Trigan, pak dále po  značce – (1:15 hod.) zimní cesta
- ze Sliezského domu
  - po  značce kolem Batizovského plesa – (3:30 hod.) pouze v léte!